# Інкстер (Північна Дакота)
Інкстер (англ. Inkster) — місто (англ. city) в США, в окрузі Гранд-Форкс штату Північна Дакота. Населення — 38 осіб (2020).

## Географія
Інкстер розташований за координатами 48°9′5″ пн. ш. 97°38′39″ зх. д. / 48.15139° пн. ш. 97.64417° зх. д. (48.151474, -97.644162).  За даними Бюро перепису населення США в 2010 році місто мало площу 2,58 км², уся площа — суходіл.

## Демографія
Згідно з переписом 2010 року, у місті мешкало 50 осіб у 24 домогосподарствах у складі 16 родин. Густота населення становила 19 осіб/км².  Було 50 помешкань (19/км²).
Расовий склад населення:
| - 90,0 % — білих - 4,0 % — корінних американців |

До двох чи більше рас належало 6,0 %. Частка іспаномовних становила 0,0 % від усіх жителів.
За віковим діапазоном населення розподілялося таким чином: 16,0 % — особи молодші 18 років, 62,0 % — особи у віці 18—64 років, 22,0 % — особи у віці 65 років та старші. Медіана віку мешканця становила 53,0 року. На 100 осіб жіночої статі у місті припадало 127,3 чоловіків;  на 100 жінок у віці від 18 років та старших — 133,3 чоловіків також старших 18 років.
Середній дохід на одне домашнє господарство  становив 48 688 доларів США (медіана — 35 000), а середній дохід на одну сім'ю — 63 678 доларів (медіана — 58 750). За межею бідності перебувало 3,3 % осіб, у тому числі 0,0 % дітей у віці до 18 років та 0,0 % осіб у віці 65 років та старших.
Цивільне працевлаштоване населення становило 18 осіб. Основні галузі зайнятості: освіта, охорона здоров'я та соціальна допомога — 22,2 %, транспорт — 16,7 %, виробництво — 16,7 %.